# Myrófyllo
Myrófyllo är en ort i Grekland.   Den ligger i prefekturen Trikala och regionen Thessalien, i den centrala delen av landet, 260 km nordväst om huvudstaden Aten. Myrófyllo ligger 747 meter över havet och antalet invånare är 249.
Terrängen runt Myrófyllo är bergig åt nordost, men åt sydväst är den kuperad. Runt Myrófyllo är det glesbefolkat, med 13 invånare per kvadratkilometer. Närmaste större samhälle är Theodóriana, 12,5 km nordväst om Myrófyllo. Trakten runt Myrófyllo består till största delen av jordbruksmark.